# Сату-Ноу-де-Сус
Сату-Ноу-де-Сус (рум. Satu Nou de Sus) — село у повіті Марамуреш в Румунії. Адміністративно підпорядковане місту Бая-Спріє.
Село розташоване на відстані 403 км на північний захід від Бухареста, 4 км на південний схід від Бая-Маре, 95 км на північ від Клуж-Напоки.

## Населення
За даними перепису населення 2002 року у селі проживали 1073 особи, з них 1070 осіб (99,7%) румунів. Рідною мовою 1070 осіб (99,7%) назвали румунську.